# Dascăl
Un dascăl este un cântăreț bisericesc, adesea solist sau dirijor al corului bisericesc. Dascălul posedă cunoștințe muzicale însemnate, între atribuțiile sale intrând și cea de instructor al coriștilor. În trecut, el ajuta la memorarea melodiilor de către aceștia printr-un set de gesturi asemănător cu cel întrebuințat de dirijorii moderni; de altfel, aceasta este una dintre originile indicate pentru nașterea dirijatului în muzica cultă vest-europeană. Dascălul mai este cunoscut drept cantor (termen provenit din lat., „cântăreț”), psalt (echivalentul termenului latin în greaca veche), țârcovnic, diac. „Cantor” este folosită mai adesea în biserica de rit apusean (catolică, protestantă), în vreme ce alte denumiri sunt utilizate în lumea ortodoxă.
Rolul jucat de dascăl în biserică a variat cu timpul. Treptat, s-au evidențiat diferențe semnificative între atribuțiile sale în biserica apuseană și în cea răsăriteană.

## Dascăli și cantori notabili

#### Persoane reale
- Guido d'Arezzo (991/992–după 1033)
- Costel Busuioc (n. 1974)